# 폭스바겐 아레나
폭스바겐 아레나 혹은 폴크스바겐 아레나(Volkswagen Arena)는 독일 볼프스부르크에 있는 축구 경기장이다. 2002년 12월 13일에 개장했으며 VfL 볼프스부르크의 홈 구장으로 사용되고 있다.